# Utopia (album de Leïla Olivesi)
Pour les articles homonymes, voir Utopia (homonymie).
Albums de Leïla Olivesi
TIY
(2012)
Utopia est un album de la pianiste de jazz français Leïla Olivesi sorti en 2015 sur le label Jazz & People.

## À propos de l'album
L'album est inspiré par le philosophe et essayiste du XVIIe siècle Cyrano de Bergerac, et particulièrement par ses ouvrages Histoire comique des États et Empires de la Lune et Histoire comique des États et Empires du Soleil. Ce sont les questions d'utopie et de critique sociale posées par le libre penseur qui ont inspiré les compositions d'Olivesi, ainsi que « la façon dont le héros franchit la communication analytique avec les mots, pour aboutir à un échange musical, largement plus satisfaisant. »
Sur cet album, Leïla Olivesi s'entoure de Manu Codjia (guitare), Yoni Zelnik (contrebasse) et Donald Kontomanou (batterie), un trio qui l'accompagnait déjà sur son précédent album TIY (2012). Kontomanou et Codjia jouaient également sur L'Étrange Fleur (2007), et Kontomanou faisait partie du Brahma sextet (Frida, 2004). Le saxophoniste David Binney est invité sur quatre morceaux.
Utopia est le troisième album publié sur le label participatif Jazz & People.
L'album est salué par la critique (Jazz Magazine, Piano Bleu, Le Jars jase jazz…) Pour Jean-Marc Gelin (Dernières nouvelles du jazz), Utopia « est la confirmation que Leïla Olivesi parvient à imposer son écriture et son talent de compositrice de grande qualité. » Pour Denis Desassis (Citizenjazz.com), « on est séduit par ce monde de Cyrano où règne l’onirisme, dans une alliance subtile de mélodies chaleureuses, de virtuosités discrètes et de poésie entêtante. » Bruno Pfeiffer (Libération) salue également le jeu des musiciens qui accompagnent Olivesi.
Le morceau Summer Wings, joué sur l'album en piano solo, a été lauréat du concours de composition pour Big Band « Ellington composers ».

## Liste des pistes
| No | Titre                                | Musique                          | Durée |
| -- | ------------------------------------ | -------------------------------- | ----- |
| 1. | Le Monde de Cyrano                   | Leïla Olivesi                    | 6:28  |
| 2. | Sunland (États et Empires du Soleil) | Leïla Olivesi                    | 6:46  |
| 3. | Night and Day                        | Cole Porter                      | 6:31  |
| 4. | Revolutions                          | Leïla Olivesi                    | 9:30  |
| 5. | Con Calma                            | Leïla Olivesi                    | 8:05  |
| 6. | Symphonic Circle                     | Leïla Olivesi                    | 6:17  |
| 7. | Lune (États et Empires de la Lune)   | Leïla Olivesi, Donald Kontomanou | 7:4   |
| 8. | Summer Wings                         | Leïla Olivesi                    | 5:09  |

## Personnel
- Leïla Olivesi : piano, chant (sur Sunland (États et Empires du Soleil) et Con Calma)
- Manu Codjia : guitare
- Yoni Zelnik : contrebasse
- Donald Kontomanou : batterie
- David Binney : saxophone alto (invité sur Le Monde de Cyrano, Con Calma, Symphonic Circle et Lune (États et Empires de la Lune))